# Liste der Staatsoberhäupter 1977
Übersicht
◄◄ | ◄ | 1973 | 1974 | 1975 | 1976 | Liste der Staatsoberhäupter 1977 | 1978 | 1979 | 1980 | 1981 | ► | ►►

Weitere Ereignisse

## Afrika
- Ägypten
  - Staatsoberhaupt: Präsident Anwar as-Sadat (1970–1981) (1973–1974, 1980–1981 Ministerpräsident)
  - Regierungschef: Ministerpräsident Mamduh Muhammad Salim (1975–1978)
- Algerien
  - Staats- und Regierungschef: Präsident Houari Boumedienne (1965–1978) (bis 1976 Präsident des Revolutionsrats)
- Angola
  - Staatsoberhaupt: Präsident Agostinho Neto (1975–1979)
  - Regierungschef: Premierminister Lopo do Nascimento (1975–1978)
- Äquatorialguinea
  - Staats- und Regierungschef: Präsident Francisco Macías Nguema (1968–1979)
- Äthiopien
  - Staats- und Regierungschef:
    - Vorsitzender des provisorischen militärischen Verwaltungsrats Tafari Benti (1974–3. Februar 1977)
    - Vorsitzender des provisorischen militärischen Verwaltungsrats Mengistu Haile Mariam (1974, 11. Februar 1977–1991) (ab 1987 Präsident)
- Benin
  - Staats- und Regierungschef: Präsident Mathieu Kérékou (1972–1991, 1996–2006)
- Botswana
  - Staats- und Regierungschef: Präsident Seretse Khama (1966–1980)
- Burundi
  - Staatsoberhaupt: Präsident Jean-Baptiste Bagaza (1976–1987)
  - Regierungschef: Ministerpräsident Édouard Nzambimana (1976–1978)
- Dschibuti (seit 27. Juni 1977 unabhängig)
  - Staatsoberhaupt: Präsident Hassan Gouled Aptidon (27. Juni 1977–1999) (1977 Ministerpräsident)
  - Regierungschef:
    - Ministerpräsident Hassan Gouled Aptidon (27. Juni 1977–12. Juli 1977) (1977–1999 Präsident)
    - Ministerpräsident Ahmed Dini Ahmed (12. Juli 1977–1978)
- Elfenbeinküste
  - Staats- und Regierungschef: Präsident Félix Houphouët-Boigny (1960–1993)
- Gabun
  - Staatsoberhaupt: Präsident Omar Bongo (1967–2009)
  - Regierungschef: Ministerpräsident Léon Mébiame (1975–1990)
- Gambia
  - Staats- und Regierungschef: Präsident Dawda Jawara (1970–1994) (1965–1970 Ministerpräsident)
- Ghana
  - Staats- und Regierungschef: Vorsitzender des obersten Militärrats Ignatius Kutu Acheampong (1972–1978) (bis 1975 Vorsitzender des Nationalen Erfüllungsrats)
- Guinea
  - Staatsoberhaupt: Präsident Ahmed Sékou Touré (1958–1984)
  - Regierungschef: Premierminister Louis Lansana Béavogui (1972–1984)
- Guinea-Bissau
  - Staatsoberhaupt: Vorsitzender des Staatsrats Luís Cabral (1973–1980)
  - Regierungschef: Premierminister Francisco Mendes (1973–1978)
- Kamerun
  - Staatsoberhaupt: Präsident Ahmadou Ahidjo (1960–1982)
  - Regierungschef: Ministerpräsident Paul Biya (1975–1982) (seit 1982 Präsident)
- Kap Verde
  - Staatsoberhaupt: Präsident Aristides Pereira (1975–1991)
  - Regierungschef: Ministerpräsident Pedro Pires (1975–1991) (2001–2011 Präsident)
- Kenia
  - Staats- und Regierungschef: Präsident Jomo Kenyatta (1964–1978) (1963–1964 Ministerpräsident)
- Komoren
  - Staatsoberhaupt: Präsident Ali Soilih (1976–1978)
  - Regierungschef: Ministerpräsident Abdallah Mohamed (1976–1978)
- Volksrepublik Kongo (1960–1970 Kongo-Brazzaville; ab 1992 Republik Kongo)
  - Staatsoberhaupt:
    - Präsident Marien Ngouabi (1968, 1969–18. März 1977)
    - Militärkomitee der Kongolesischen Arbeitspartei (18. März 1977–3. April 1977)
    - Präsident Joachim Yhombi-Opango (3. April 1977–1979)

  - Regierungschef: Ministerpräsident Louis Sylvain Goma (1975–1984, 1991)
- Lesotho
  - Staatsoberhaupt: König Moshoeshoe II. (1966–1970, 1970–1990, 1995–1996)
  - Regierungschef: Ministerpräsident Leabua Jonathan (1966–1986) (1970 Staatsoberhaupt)
- Liberia
  - Staats- und Regierungschef: Präsident William R. Tolbert, Jr. (1971–1980)
- Libyen
  - Staatsoberhaupt: Liste der Staatsoberhäupter von Libyen Muammar al-Gaddafi (1969–1979) (1979–2011 Revolutionsführer)
  - Regierungschef:
    - Ministerpräsident Abd as-Salam Dschallud (1972–2. März 1977)
    - Generalsekretär des Allgemeinen Volkskomitees Abd al-Ati al-Ubayyidi (2. März 1977–1979) (1979–1981 Generalsekretär des Allgemeinen Volkskongresses)
- Madagaskar
  - Staatsoberhaupt: Präsident Didier Ratsiraka (1975–1993, 1997–2002)
  - Regierungschef:
    - Ministerpräsident Justin Rakotoniaina (1976–31. Juli 1977)
    - Ministerpräsident Désiré Rakotoarijaona (31. Juli 1977–1988)
- Malawi
  - Staats- und Regierungschef: Präsident Hastings Kamuzu Banda (1966–1994) (1964–1966 Ministerpräsident)
- Mali
  - Staats- und Regierungschef: Präsident Moussa Traoré (1968–1991)
- Marokko
  - Staatsoberhaupt: König Hassan II. (1961–1999)
  - Regierungschef: Ministerpräsident Ahmed Osman (1972–1979)
- Mauretanien
  - Staats- und Regierungschef: Präsident Moktar Ould Daddah (1960–1978)
- Mauritius
  - Staatsoberhaupt: Königin Elisabeth II. (1968–1992)
    - Generalgouverneur:
      - Raman Osman (1972–31. Oktober 1977)
      - Henry Garrioch (31. Oktober 1977–1978) (kommissarisch)

  - Regierungschef: Premierminister Seewoosagur Ramgoolam (1968–1982) (1983–1985 Generalgouverneur)
- Mosambik
  - Staatsoberhaupt: Präsident Samora Machel (1975–1986)
  - Regierungschef: Ministerpräsident Mário Fernandes da Graça Machungo (1976–1994)
- Niger
  - Staats- und Regierungschef: Präsident des Obersten Militärrats Seyni Kountché (1974–1987)
- Nigeria
  - Staats- und Regierungschef: Chef der Militärischen Bundesregierung Olusegun Obasanjo (1976–1979)
- Obervolta (ab 1984 Burkina Faso)
  - Staatsoberhaupt: Präsident Sangoulé Lamizana (1966–1980) (1974–1980 Ministerpräsident)
  - Regierungschef: Ministerpräsident Sangoulé Lamizana (1974–1980) (1966–1980 Präsident)
- Rhodesien (international nicht anerkannt) (seit 1980 Simbabwe)
  - Staatsoberhaupt: Präsident John Wrathall (1976–1978)
  - Regierungschef: Ministerpräsident Ian Smith (1965–1979)
- Ruanda
  - Staats- und Regierungschef: Präsident Juvénal Habyarimana (1973–1994)
- Sambia
  - Staatsoberhaupt: Präsident Kenneth Kaunda (1964–1991)
  - Regierungschef:
    - Ministerpräsident Elijah Mudenda (1975–20. Juli 1977)
    - Ministerpräsident Mainza Chona (1973–1975, 20. Juli 1977–1978)
- São Tomé und Príncipe
  - Staatsoberhaupt: Präsident Manuel Pinto da Costa (1975–1991, 2011–2016)
  - Regierungschef: Premierminister Miguel Trovoada (1975–1979) (1991–1995. 1995–2001 Präsident)
- Senegal
  - Staatsoberhaupt: Präsident Léopold Sédar Senghor (1960–1980)
  - Regierungschef: Premierminister Abdou Diouf (1970–1980) (1981–2000 Präsident )
- Seychellen
  - Staatsoberhaupt:
    - Präsident James Mancham (1976–5. Juni 1977)
    - Präsident France-Albert René (5. Juni 1977–2004) (1976–1977 Ministerpräsident)

  - Regierungschef: France-Albert René (29. Juni 1976–1977) (1977–2004 Präsident)
- Sierra Leone
  - Staatsoberhaupt: Präsident Siaka Stevens (1971–1985) (1967, 1968–1971 Ministerpräsident)
  - Regierungschef: Ministerpräsident Christian A. Kamara-Taylor (1975–1978)
- Somalia
  - Staats- und Regierungschef: Präsident Siad Barre (1969–1991)
- Südafrika
  - Staatsoberhaupt: Präsident Nicolaas Diederichs (1975–1978)
  - Regierungschef: Ministerpräsident Balthazar Johannes Vorster (1966–1978) (1978–1979 Präsident)
- Sudan
  - Staatsoberhaupt: Präsident Dschafar an-Numairi (1969–1971, 1971–1985) (1969–1976, 1977–1985 Ministerpräsident)
  - Regierungschef:
    - Ministerpräsident Raschid Bakr (1976–10. September 1977)
    - Ministerpräsident Dschafar an-Numairi (1969–1976, 10. September 1977–1985) (1969–1971, 1971–1985 Präsident)
- Swasiland
  - Staatsoberhaupt: König Sobhuza II. (1968–1982)
  - Regierungschef: Premierminister Maphevu Dlamini (1976–1979)
- Tansania
  - Staatsoberhaupt: Präsident Julius Nyerere (1962–1985) (1961–1962 Ministerpräsident)
  - Regierungschef:
    - Premierminister Rashidi Kawawa (1972–13. Februar 1977)
    - Premierminister Edward Moringe Sokoine (13. Februar 1977–1980, 1983–1984)
- Togo
  - Staats- und Regierungschef: Präsident Gnassingbé Eyadéma (1967–2005)
- Tschad
  - Staats- und Regierungschef: Präsident Félix Malloum (1975–1979)
- Tunesien
  - Staatsoberhaupt: Präsident Habib Bourguiba (1957–1987)
  - Regierungschef: Ministerpräsident Hédi Nouira (1970–1980)
- Uganda
  - Staats- und Regierungschef: Präsident Idi Amin (1971–1979)
- Westsahara (umstritten)
  - Staatsoberhaupt: Präsident Mohamed Abdelaziz (1976–2016) (im Exil)
  - Regierungschef: Ministerpräsident Mohamed Lamine Ould Ahmed (1976–1982, 1985–1988) (im Exil)
- Zaïre (bis 1964 Kongo-Léopoldville, 1964–1971, seit 1997 Demokratische Republik Kongo)
  - Staatsoberhaupt: Präsident Mobutu Sese Seko (1965–1997)
  - Regierungschef: Ministerpräsident Mpinga Kasenda (6. Juli 1977–1979) (Amt neu geschaffen)
- Zentralafrikanisches Kaiserreich (heute Zentralafrikanische Republik)
  - Staatsoberhaupt: Kaiser Salah Eddine Ahmed Bokassa (1976–1979) (1966–1976 Präsident)
  - Regierungschef: Ministerpräsident Ange-Félix Patassé (1976–1978) (1983–2003 Präsident)

## Amerika

### Nordamerika
- Kanada
  - Staatsoberhaupt: Königin Elisabeth II. (1952–2022)
    - Generalgouverneur: Jules Léger (1974–1979)

  - Regierungschef: Premierminister Pierre Trudeau (1968–1979, 1980–1984)
- Mexiko
  - Staats- und Regierungschef: Präsident José López Portillo (1976–1982)
- Vereinigte Staaten von Amerika
  - Staats- und Regierungschef:
    - Präsident Gerald Ford (1974–20. Januar 1977)
    - Präsident Jimmy Carter (20. Januar 1977–1981)

### Mittelamerika
- Bahamas
  - Staatsoberhaupt: Königin Elisabeth II. (1973–2022)
    - Generalgouverneur: Milo Butler (1973–1979)

  - Regierungschef: Premierminister Lynden O. Pindling (1973–1992)
- Barbados
  - Staatsoberhaupt: Königin Elisabeth II. (1966–2021)
    - Generalgouverneur Deighton Lisle Ward (1976–1984)

  - Regierungschef: Premierminister John Michael G. Adams (1976–1985)
- Costa Rica
  - Staats- und Regierungschef: Präsident Daniel Oduber Quirós (1974–1978)
- Dominikanische Republik
  - Staats- und Regierungschef: Präsident Joaquín Balaguer (1950–1962, 1966–1978, 1986–1996)
- El Salvador
  - Staats- und Regierungschef:
    - Präsident Arturo Armando Molina (1972–1. Juli 1977)
    - Präsident Carlos Humberto Romero (1. Juli 1977–1979)
- Grenada
  - Staatsoberhaupt: Königin Elisabeth II. (1974–2022)
    - Generalgouverneur Leo de Gale (1974–1978)

  - Regierungschef: Premierminister Eric Gairy (1974–1979)
- Guatemala
  - Staats- und Regierungschef: Präsident Kjell Eugenio Laugerud García (1974–1978)
- Haiti
  - Staats- und Regierungschef: Präsident Jean-Claude Duvalier (1971–1986)
- Honduras
  - Staats- und Regierungschef: Präsident Juan Alberto Melgar Castro (1975–1978)
- Jamaika
  - Staatsoberhaupt: Königin Elisabeth II. (1962–2022)
    - Generalgouverneur: Florizel Glasspole (1973–1991)

  - Regierungschef: Premierminister Michael Manley (1972–1980, 1989–1992)
- Kuba
  - Staatsoberhaupt und Regierungschef: Präsident des Staatsrats und des Ministerrats Fidel Castro (1976–2008) (1959–1976 Ministerpräsident)
- Nicaragua
  - Staats- und Regierungschef: Präsident Anastasio Somoza Debayle (1967–1972, 1974–1979)
- Panama
  - Staats- und Regierungschef: Präsident Demetrio Basilio Lakas (1969–1978)
- Trinidad und Tobago
  - Staatsoberhaupt: Präsident Ellis Clarke (1976–1987) (1972–1976 Generalgouverneur)
  - Regierungschef: Ministerpräsident Eric Eustace Williams (1962–1981)

### Südamerika
- Argentinien
  - Staats- und Regierungschef: Präsident Jorge Rafael Videla (1976–1981)
- Bolivien
  - Staats- und Regierungschef: Präsident Hugo Banzer (1971–1978, 1997–2001)
- Brasilien
  - Staats- und Regierungschef: Präsident Ernesto Geisel (1974–1979)
- Chile
  - Staats- und Regierungschef: Präsident Augusto Pinochet (1974–1990)
- Ecuador
  - Staats- und Regierungschef: Vorsitzender des Obersten Regierungsrats Alfredo Poveda (1976–1979)
- Guyana
  - Staatsoberhaupt: Präsident Arthur Chung (1970–1980)
  - Regierungschef: Ministerpräsident Forbes Burnham (1966–1980) (1980–1985 Präsident)
- Kolumbien
  - Staats- und Regierungschef: Präsident Alfonso López Michelsen (1974–1978)
- Paraguay
  - Staats- und Regierungschef: Präsident Alfredo Stroessner (1954–1989)
- Peru
  - Staatsoberhaupt: Präsident Francisco Morales Bermúdez (1975–1980) (1975 Ministerpräsident)
  - Regierungschef: Ministerpräsident Guillermo Arbulu Galliani (1976–1978)
- Suriname
  - Staatschef: Präsident Johan Ferrier (1975–1980)
  - Regierungschef: Ministerpräsident Henck A. E. Arron (1975–1980, 1988–1990)
- Uruguay
  - Staats- und Regierungschef: Präsident Aparicio Méndez (1976–1981)
- Venezuela
  - Staats- und Regierungschef: Präsident Carlos Andrés Pérez (1974–1979, 1989–1993)

## Asien

### Ost-, Süd- und Südostasien
- Bangladesch
  - Staats- und Regierungschef:
    - Präsident Abu Sadat Mohammad Sayem (1975–21. April 1977)
    - Präsident Ziaur Rahman (21. April 1977–1981)
- Bhutan
  - Staats- und Regierungschef: König Jigme Singye Wangchuck (1972–2006)
- Burma (heute Myanmar)
  - Staatsoberhaupt: Präsident Ne Win (1962–1981) (bis 1974 Vorsitzender des Revolutionsrats) (1958–1960, 1962–1974 Ministerpräsident)
  - Regierungschef:
    - Ministerpräsident Sein Win (1974–29. März 1977)
    - Ministerpräsident Maung Maung Kha (29. März 1977–1988)
- Republik China (Taiwan)
  - Staatsoberhaupt: Präsident Yen Chia-kan (1975–1978) (1963–1972 Ministerpräsident)
  - Regierungschef: Ministerpräsident Chiang Ching-kuo (1972–1978) (1978–1988 Präsident)
- Volksrepublik China
  - Parteichef: Vorsitzender der Kommunistischen Partei Chinas Hua Guofeng (1976–1981) (1976–1980 Ministerpräsident)
  - Staatsoberhaupt: vakant (1976–1978)
  - Regierungschef: Ministerpräsident Hua Guofeng (1976–1980) (1976–1981 Vorsitzender der KPCh)
- Indien
  - Staatsoberhaupt:
    - Präsident Fakhruddin Ali Ahmed (1974–11. Februar 1977)
    - Vizepräsident B. D. Jatti (11. Februar 1977–25. Juli 1977) (kommissarisch)
    - Präsident Neelam Sanjiva Reddy (25. Juli 1977–1982)

  - Regierungschef:
    - Premierministerin Indira Gandhi (1966–24. März 1977, 1980–1984)
    - Premierminister Morarji Desai (24. März 1977–1979)
- Indonesien
  - Staats- und Regierungschef: Präsident Suharto (1967–1998)
- Japan
  - Staatsoberhaupt: Kaiser Hirohito (1926–1989)
  - Regierungschef: Premierminister Takeo Fukuda (1976–1978)
- Kambodscha
  - Staatsoberhaupt: Vorsitzender des Staatspräsidiums Khieu Samphan (1976–1979)
  - Regierungschef: Ministerpräsident Pol Pot (1976–1979)
- Nordkorea
  - Vorsitzender der Nationalen Verteidigungskommission: Kim Il-sung (1948–1994)
  - Vorsitzender des Präsidiums der Obersten Volksversammlung: Kim Il-sung (1972–1994)
  - Regierungschef:
    - Ministerpräsident Pak Song-chol (1976–15. Dezember 1977)
    - Ministerpräsident Ri Jong-ok (15. Dezember 1977–1984)
- Südkorea
  - Staatsoberhaupt: Präsident Park Chung-hee (1962–1979)
  - Regierungschef: Ministerpräsident Choi Kyu-ha (1975–1979) (1979–1980 Präsident)
- Laos
  - Staatsoberhaupt: Präsident Souphanouvong (1975–1991)
  - Regierungschef: Ministerpräsident Kaysone Phomvihane (1975–1991) (1991–1992 Präsident)
- Malaysia
  - Staatsoberhaupt: Oberster Herrscher Yahya Petra (1975–1979)
  - Regierungschef: Ministerpräsident Hussein Onn (1976–1981)
- Malediven
  - Staats- und Regierungschef: Präsident Ibrahim Nasir (1968–1978) (1957–1968 Ministerpräsident)
- Nepal
  - Staatsoberhaupt: König Birendra (1972–2001)
  - Regierungschef:
    - Ministerpräsident Tulsi Giri (1960–1963, 1964–1965, 1975–12. September 1977)
    - Ministerpräsident Kirti Nidhi Bista (1969–1970, 1971–1973, 12. September 1977–1979)
- Pakistan
  - Staatsoberhaupt: Präsident Fazal Ilahi Chaudhry (1973–1978)
  - Regierungschef: Ministerpräsident Zulfikar Ali Bhutto (1973–5. Juli 1977) (1971–1973 Präsident) (Amt 1977 abgeschafft)
- Philippinen
  - Staats- und Regierungschef: Präsident Ferdinand Marcos (1965–1986)
- Singapur
  - Staatsoberhaupt: Präsident Benjamin Henry Sheares (1971–1981)
  - Regierungschef: Premierminister Lee Kuan Yew (1959–1990)
- Sri Lanka
  - Staatsoberhaupt: Präsident William Gopallawa (1972–1978) (1962–1972 Generalgouverneur)
  - Regierungschef:
    - Premierministerin Sirimavo Bandaranaike (1960–1965, 1970–23. Juli 1977, 1994–2000)
    - Premierminister Junius Richard Jayewardene (23. Juli 1977–1978) (1978–1989 Präsident)
- Thailand
  - Staatsoberhaupt: König Rama IX. Bhumibol Adulyadej (1946–2016)
  - Regierungschef:
    - Ministerpräsident Thanin Kraivichien (1976–20. Oktober 1977)
    - Vorsitzender des administrativen Staatsrats: Sangad Chaloryu (1976, 20. Oktober 1977–12. November 1977)
    - Ministerpräsident Kriangsak Chomanan (12. November 1977–1980)
- Vietnam
  - Staatsoberhaupt: Präsident Tôn Đức Thắng (1976–1980) (1969–1976 Präsident von Nordvietnam)
  - Regierungschef: Vorsitzender des Ministerrats Phạm Văn Đồng (1976–1987) (1955–1976 Ministerpräsident von Nordvietnam)

### Vorderasien
- Bahrain
  - Staatsoberhaupt: Emir Isa II. (1971–1999)
  - Regierungschef: Ministerpräsident Chalifa ibn Salman Al Chalifa (1971–2020)
- Irak
  - Staats- und Regierungschef: Präsident Ahmad Hasan al-Bakr (1968–1979) (1963 Ministerpräsident)
- Iran
  - Staatsoberhaupt: Schah Mohammad Reza Pahlavi (1941–1979)
  - Regierungschef:
    - Ministerpräsident Amir Abbas Hoveyda (1965–7. August 1977)
    - Ministerpräsident Dschamschid Amusegar (7. August 1977–1978)
- Israel
  - Staatsoberhaupt: Präsident Ephraim Katzir (1973–1978)
  - Regierungschef:
    - Ministerpräsident Jitzchak Rabin (1974–22. April 1977, 1992–1995)
    - Ministerpräsident Schimon Peres (22. April 1977–21. Juni 1977, 1984–1986, 1995–1996) (kommissarisch) (2007–2014 Präsident)
    - Ministerpräsident Menachem Begin (21. Juni 1977–1983)
- Nordjemen
  - Staatsoberhaupt:
    - Präsident Ibrahim al-Hamdi (1974–11. Oktober 1977) (bis 1975 Vorsitzender des Kommandorates)
    - Vorsitzender des Präsidentschaftsrates: Ahmed Hussein al-Ghaschmi (11. Oktober 1977–1978)

  - Regierungschef: Ministerpräsident Abd al-Aziz Abd al-Ghani (1975–1980, 1983–1990) (1994–1997 Ministerpräsident des Jemen)
- Südjemen
  - Staatsoberhaupt: Vorsitzender des Präsidialrats Salim Rubai Ali (1969–1978)
  - Regierungschef: Ministerpräsident Ali Nasir Muhammad (1971–1985) (1978, 1980–1986 Präsident)
- Jordanien
  - Staatsoberhaupt: König Hussein (1952–1999)
  - Regierungschef: Ministerpräsident Mudar Badran (1976–1979, 1980–1984, 1990–1991)
- Katar
  - Staats- und Regierungschef: Emir Chalifa bin Hamad Al Thani (1972–1995)
- Kuwait
  - Staatsoberhaupt:
    - Emir Sabah III. as-Salim as-Sabah (1965–31. Dezember 1977) (1963–1965 Ministerpräsident)
    - Emir Dschabir III. (31. Dezember 1977–2006) (1962–1963, 1965–1978 Ministerpräsident)

  - Regierungschef: Ministerpräsident Dschabir al-Ahmad al-Dschabir as-Sabah (1962–1963, 1965–1978) (1977–2006 Emir)
- Libanon
  - Staatsoberhaupt: Präsident Elias Sarkis (1976–1982)
  - Regierungschef: Ministerpräsident Selim al-Hoss (1976–1980, 1987–1990, 1998–2000)
- Oman
  - Staats- und Regierungschef: Sultan Qabus ibn Said (1970–2020)
- Saudi-Arabien
  - Staats- und Regierungschef: König Chalid ibn Abd al-Aziz (1975–1982)
- Syrien
  - Staatsoberhaupt: Präsident Hafiz al-Assad (1971–2000) (1970–1971 Ministerpräsident)
  - Regierungschef: Ministerpräsident Abdul Rahman Kleifawi (1971–1972, 1976–1978)
- Türkei
  - Staatsoberhaupt: Präsident Fahri Korutürk (1973–1980)
  - Regierungschef:
    - Ministerpräsident Süleyman Demirel (1965–1971, 1975–21. Juni 1977, 1977–1978, 1979–1980, 1991–1993) (1993–2000 Präsident)
    - Ministerpräsident Bülent Ecevit (1974, 21. Juni 1977–21. Juli 1977, 1978–1979)
    - Ministerpräsident Süleyman Demirel (1965–1971, 1975–1977, 21. Juli 1977–1978, 1979–1980, 1991–1993) (1993–2000 Präsident)
- Vereinigte Arabische Emirate
  - Staatsoberhaupt: Präsident Zayid bin Sultan Al Nahyan (1971–2004) (1966–2004 Emir von Abu Dhabi)
  - Regierungschef: Ministerpräsident Maktum bin Raschid Al Maktum (1971–1979, 1990–2006) (1990–2006 Emir von Dubai)

### Zentralasien
- Afghanistan
  - Staats- und Regierungschef: Präsident Mohammed Daoud Khan (1973–1978) (1953–1963 Ministerpräsident)
- Mongolei
  - Staatsoberhaupt: Vorsitzender des Großen Volks-Churals Jumdschaagiin Tsedenbal (1974–1984) (1952–1974 Vorsitzender des Ministerrats)
  - Regierungschef: Vorsitzender des Ministerrates Dschambyn Batmönch (1974–1984) (1984–1990 Vorsitzender des Großen Volks-Churals)

## Australien und Ozeanien
- Australien
  - Staatsoberhaupt: Königin Elisabeth II. (1952–2022)
    - Generalgouverneur:
      - John Robert Kerr (1974–8. Dezember 1977)
      - Zelman Cowen (8. Dezember 1977–1982)

  - Regierungschef: Premierminister Malcolm Fraser (1975–1983)
- Cookinseln (unabhängiger Staat in freier Assoziierung mit Neuseeland)
  - Staatsoberhaupt: Königin Elisabeth II. (1965–2022)
  - Regierungschef: Premierminister Albert R. Henry (1965–1978)
- Fidschi
  - Staatsoberhaupt: Königin Elisabeth II. (1970–1987)
    - Generalgouverneur: George Cakobau (1973–1983)

  - Regierungschef: Ministerpräsident Kamisese Mara (1970–1987, 1987–1992) (1993–2000 Präsident)
- Nauru
  - Staats- und Regierungschef: Präsident Bernard Dowiyogo (1976–1978, 1989–1995, 1996, 1998–1999, 2000–2001, 2003, 2003)
- Neuseeland
  - Staatsoberhaupt: Königin Elisabeth II. (1952–2022)
    - Generalgouverneur:
    - Denis Blundell (1972–5. Oktober 1977)
    - Chief Justice Richard Wild (1967, 1972, 5. Oktober 1977–26. Oktober 1977)
    - Keith Holyoake (26. Oktober 1977–1980) (1957, 1960–1972 Premierminister)

  - Regierungschef: Premierminister Robert Muldoon (1975–1984)
- Niue (unabhängiger Staat in freier Assoziierung mit Neuseeland)
  - Staatsoberhaupt: Königin Elisabeth II. (1974–2022)
    - Queen’s Representative: Generalgouverneur von Neuseeland

  - Regierungschef: Premierminister Robert Rex (1974–1992)
- Papua-Neuguinea
  - Staatsoberhaupt: Königin Elisabeth II. (1975–2022)
    - Generalgouverneur:
      - John Guise (1975–1. März 1977)
      - Tore Lokoloko (1. März 1977–1983)

  - Regierungschef: Ministerpräsident Michael Somare (1975–1980, 1982–1985, 2002–2011)
- Tonga
  - Staatsoberhaupt: König Taufaʻahau Tupou IV. (1970–2006)
  - Regierungschef: Ministerpräsident Fatafehi Tu'ipelehake (1970–1991)
- Westsamoa (heute Samoa)
  - Staatsoberhaupt: O le Ao o le Malo Tanumafili II. (1962–2007)
  - Regierungschef: Premierminister Tupuola Taisi Tufuga Efi (1976–1982) (2007–2017 Staatsoberhaupt)

## Europa
- Albanien
  - Parteichef: 1. Sekretär der albanischen Arbeiterpartei Enver Hoxha (1948–1985) (1946–1954 Ministerpräsident)
  - Staatsoberhaupt: Vorsitzender des Präsidiums der Volksversammlung Haxhi Lleshi (1953–1982)
  - Regierungschef: Ministerpräsident Mehmet Shehu (1954–1981)
- Andorra
  - Co-Fürsten:
    - Staatspräsident von Frankreich:Valéry Giscard d’Estaing (1974–1981)
    - Bischof von Urgell: Joan Martí Alanís (1971–2003)
- Belgien
  - Staatsoberhaupt: König Baudouin I. (1951–1993)
  - Regierungschef: Ministerpräsident Leo Tindemans (1974–1978)
- Bulgarien
  - Parteichef: Generalsekretär der Bulgarischen Kommunistischen Partei Todor Schiwkow (1954–1989) (1971–1989 Staatsratsvorsitzender) (1962–1971 Vorsitzender des Ministerrats)
  - Staatsoberhaupt: Staatsratsvorsitzender Todor Schiwkow (1971–1989) (1954–1989 Parteichef) (1962–1971 Vorsitzender des Ministerrats)
  - Regierungschef: Vorsitzender des Ministerrats Stanko Todorow (1971–1981) (1990 Präsident)
- Dänemark
  - Staatsoberhaupt: Königin Margrethe II. (1972–2024)
  - Regierungschef: Ministerpräsident Anker Jørgensen (1972–1973, 1975–1982)
  - Färöer (politisch selbstverwalteter und autonomer Bestandteil des Königreichs Dänemark)
    - Vertreter der dänischen Regierung: Reichsombudsmann Leif Groth (1972–1981)
    - Regierungschef: Ministerpräsident Atli P. Dam (1970–1981, 1985–1989, 1991–1993)
- Bundesrepublik Deutschland
  - Staatsoberhaupt: Bundespräsident Walter Scheel (1974–1979)
  - Regierungschef: Bundeskanzler Helmut Schmidt (1974–1982)
- Deutsche Demokratische Republik
  - Parteichef: Generalsekretär des ZK der SED Erich Honecker (1971–1989) (1976–1989 Staatsratsvorsitzender)
  - Staatsoberhaupt: Vorsitzender des Staatsrats Erich Honecker (1976–1989) (1971–1989 Parteichef)
  - Regierungschef: Vorsitzender des Ministerrates Willi Stoph (1964–1973, 1976–1989) (1973–1976 Vorsitzender des Staatsrats)
- Finnland
  - Staatsoberhaupt: Präsident Urho Kekkonen (1956–1982) (1950–1953, 1954–1956 Ministerpräsident)
  - Regierungschef:
    - Ministerpräsident Martti Miettunen (1961–1962, 1975–15. Mai 1977)
    - Ministerpräsident Kalevi Sorsa (1972–1975, 15. Mai 1977–1979)
- Frankreich
  - Staatsoberhaupt: Präsident Valéry Giscard d’Estaing (1974–1981)
  - Regierungschef: Premierminister Raymond Barre (1976–1981)
- Griechenland
  - Staatsoberhaupt: Präsident Konstantinos Tsatsos (1975–1980)
  - Regierungschef: Ministerpräsident Konstantinos Karamanlis (1955–1958, 1958–1961, 1961–1963, 1974–1980) (1980–1985, 1990–1995 Präsident)
- Irland
  - Staatsoberhaupt: Präsident Patrick Hillery (1976–1990)
  - Regierungschef:
    - Taoiseach Liam Cosgrave (1973–5. Juli 1977)
    - Taoiseach Jack Lynch (1966–1973, 5. Juli 1977–1979)
- Island
  - Staatsoberhaupt: Präsident Kristján Eldjárn (1968–1980)
  - Regierungschef: Ministerpräsident Geir Hallgrímsson (1974–1978)
- Italien
  - Staatsoberhaupt: Präsident Giovanni Leone (1971–1978) (1963, 1968 Ministerpräsident)
  - Regierungschef: Ministerpräsident Giulio Andreotti (1972–1973, 1976–1979, 1989–1992)
- Jugoslawien
  - Staatsoberhaupt: Präsident Josip Broz Tito (1953–1980) (1945–1963 Ministerpräsident)
  - Regierungschef:
    - Präsident des ausführenden Bundesrates Džemal Bijedić (1971–18. Januar 1977)
    - Präsident des ausführenden Bundesrates Veselin Đuranović (14. Februar 1977–1982) (1984–1985 Staatsoberhaupt)
- Kanalinseln[1]
  - Guernsey
    - Staats- und Regierungschef: Herzogin Elisabeth II. (1952–2022)
      - Vizegouverneur: John Davis (1974–1980)

  - Jersey
    - Staats- und Regierungschef: Herzogin Elisabeth II. (1952–2022)
      - Vizegouverneur: Desmond Fitzpatrick (1974–1979)
- Liechtenstein
  - Staatsoberhaupt: Fürst Franz Josef II. (1938–1989)
  - Regierungschef: Walter Kieber (1974–1978)
- Luxemburg
  - Staatsoberhaupt: Großherzog Jean (1964–2000)
  - Regierungschef: Ministerpräsident Gaston Thorn (1974–1979)
- Malta
  - Staatsoberhaupt: Präsident Anton Buttiġieġ (1976–1981)
  - Regierungschef: Premierminister Dom Mintoff (1971–1984)
- Isle of Man[1]
  - Staatsoberhaupt: Lord of Man Elisabeth II. (1952–2022)
    - Vizegouverneur: John Warburton Paul (1974–1980)

  - Regierungschef:
    - Vorsitzender des Exekutivrats Percy Radcliffe (1971–Januar 1977, 1981–1985)
    - Vorsitzender des Exekutivrats Clifford Irving (Januar 1977–1981)
- Monaco
  - Staatsoberhaupt: Fürst: Rainier III. (1949–2005)
  - Regierungschef: Staatsminister André Saint-Mleux (1972–1981)
- Niederlande
  - Staatsoberhaupt: Königin Juliana (1948–1980)
  - Regierungschef:
    - Ministerpräsident Joop den Uyl (1973–19. Dezember 1977)
    - Ministerpräsident Dries van Agt (19. Dezember 1977–1982)

  - Niederländische Antillen (Land des Königreichs der Niederlande)
    - Vertreter der niederländischen Regierung: Gouverneur Ben Leito (1970–1983)
    - Regierungschef:
      - Ministerpräsident Juancho Evertsz (1973–August 1977)
      - Ministerpräsident Lucina da Costa Gomez-Matheeuws (August 1977)
      - Ministerpräsident Leo Chance (August 1977–Oktober 1977)
      - Ministerpräsident Boy Rozendal (Oktober 1977–1979)
- Norwegen
  - Staatsoberhaupt: König Olav V. (1957–1991)
  - Regierungschef: Ministerpräsident Odvar Nordli (1976–1981)
- Österreich
  - Staatsoberhaupt: Bundespräsident Rudolf Kirchschläger (1974–1986)
  - Regierungschef: Bundeskanzler Bruno Kreisky (1970–1983)
- Polen
  - Parteichef: 1. Sekretär Edward Gierek (1970–1980)
  - Staatsoberhaupt: Staatsratsvorsitzender Henryk Jabłoński (1972–1985)
  - Regierungschef: Ministerpräsident Piotr Jaroszewicz (1970–1980)
- Portugal
  - Staatsoberhaupt: Präsident Ramalho Eanes (1976–1986)
  - Regierungschef: Ministerpräsident Mário Soares (1976–1978, 1980–1985) (1986–1996 Präsident)
- Rumänien
  - Parteichef: Generalsekretär Nicolae Ceaușescu (1965–1989) (1967–1989 Staatsoberhaupt)
  - Staatsoberhaupt: Vorsitzender des Staatsrats Nicolae Ceaușescu (1967–1989) (1965–1989 Parteichef)
  - Regierungschef: Ministerpräsident Manea Mănescu (1974–1979)
- San Marino
  - Staatsoberhaupt: Capitani Reggenti
    - Primo Bugli (1949, 1955–1956, 1973, 1. April 1976–1. Oktober 1977) und Virgilio Cardelli (1. April 1976–1. Oktober 1977)
    - Alberto Lonfernini (1967, 1. April 1977–1. Oktober 1977) und Antonio Lazzaro Volpinari (1973–1974, 1. April 1977–1. Oktober 1977, 2002)
    - Giordano Bruno Reffi (1974, 1. Oktober 1977–1. April 1978) und Tito Masi (1. Oktober 1977–1. April 1978)

  - Regierungschef: Außenminister Giancarlo Ghironzi (1972–1973, 1976–1978) (1961, 1969–1970 Capitano Reggente)
- Schweden
  - Staatsoberhaupt: König Carl XVI. Gustaf (seit 1973)
  - Regierungschef: Ministerpräsident Thorbjörn Fälldin (1976–1978, 1979–1982)
- Schweiz[2]
  - Bundespräsident Kurt Furgler (1. Januar 1977–31. Dezember 1977, 1981, 1985)
  - Bundesrat:
    - Rudolf Gnägi (1966–1979)
    - Ernst Brugger (1970–1978)
    - Pierre Graber (1970–1978)
    - Kurt Furgler (1972–1986)
    - Hans Hürlimann (1974–1982)
    - Georges-André Chevallaz (1974–1983)
    - Willi Ritschard (1974–1983)
- Sowjetunion
  - Parteichef: Generalsekretär der KPdSU Leonid Breschnew (1964–1982) (bis 1966 Erster Sekretär) (1960–1964, 1977–1982 Staatsoberhaupt)
  - Staatsoberhaupt:
    - Vorsitzender des Präsidiums des obersten Sowjets Nikolai Podgorny (1965–16. Juni 1977)
    - Vorsitzender des Präsidiums des obersten Sowjets Leonid Breschnew (1960–1964, 16. Juni 1977–1982) (1964–1982 Parteichef )

  - Regierungschef: Vorsitzender des Ministerrats Alexei Kossygin (1964–1980)
- Spanien
  - Staatsoberhaupt: König Juan Carlos I. (1975–2014)
  - Regierungschef: Ministerpräsident Adolfo Suárez (1976–1981)
- Tschechoslowakei
  - Parteichef: Vorsitzender Gustáv Husák (1969–1987) (1975–1989 Präsident)
  - Staatsoberhaupt: Präsident Gustáv Husák (1975–1989) (1669–1987 Parteichef)
  - Regierungschef: Ministerpräsident Lubomír Štrougal (1970–1988)
- Ungarn
  - Parteichef: Generalsekretär der Partei der Ungarischen Werktätigen János Kádár (1956–1988) (1956–1958, 1961–1965 Ministerpräsident)
  - Staatsoberhaupt: Vorsitzender des Präsidentschaftsrats Pál Losonczi (1967–1987)
  - Regierungschef: Ministerpräsident György Lázár (1975–1987)
- Vatikanstadt
  - Staatsoberhaupt: Papst Paul VI. (1963–1978)
  - Regierungschef: Kardinalstaatssekretär Jean-Marie Villot (1969–1979)
- Vereinigtes Königreich
  - Staatsoberhaupt: Königin Elisabeth II. (1952–2022) (gekrönt 1953)
  - Regierungschef: Premierminister James Callaghan (1976–1979)
- Republik Zypern
  - Staats- und Regierungschef:
    - Präsident Makarios III. (1960–1974, 1974–3. August 1977)
    - Präsident Spyros Kyprianou (3. August 1977–1988)